# نوتی (اورگن)
نوتی (به انگلیسی: Noti) یک منطقهٔ مسکونی در ایالات متحده آمریکا است که در شهرستان لین، اورگن واقع شده‌است. نوتی ۶۹۹ نفر جمعیت دارد.